# Stalag II-A
Lo Stalag II-A, è stato un campo di lavoro e concentramento per prigionieri di guerra situato presso Neubrandenburg durante la seconda guerra mondiale. Questo campo fu uno dei lager subordinati al campo femminile di Ravensbrück, costituendone di fatto la sezione punitiva, infatti, vi furono trasportate le detenute considerate indisciplinate o con un rendimento poco proficuo. 

## Descrizione del campo
Lo Stalag II-A fu istituito nel settembre 1939 come campo attendato per prigionieri di guerra polacchi che, in un primo momento, furono impiegati nei i lavori di ampliamento del campo o come agricoltori; per la loro supervisione furono impiegati ufficiali e soldati della Wehrmacht.
A partire dal giugno del 1941, con l’inizio dell'Operazione Barbarossa contro l’Unione Sovietica, iniziarono a giungere nel campo migliaia di prigionieri di guerra sovietici; di questi, in 6 000 furono uccisi o morirono nel campo per via delle condizioni disumane e il trattamento riservatogli dai carcerieri, in alcuni casi impiccandosi nell'ambulatorio medico o nelle baracche. Le testimonianze orali raccolte dall'archivio cittadino di Neubrandenburg riportano che in un caso un militare tedesco, vedendo un prigioniero di guerra sovietico probabilmente malato di dissenteria, seduto da troppo tempo sul sedile del wc della latrina del campo, dopo avergli intimato di alzarsi più volte, lo colpì ai polpacci con la baionetta del fucile. Tra i prigionieri di guerra polacchi e sovietici erano presenti anche svariati ebrei, i quali furono trasferiti nei lager di Sachsenhausen e Oranienburg entro la fine del 1941.

### Struttura del campo
Lo Stalag II-A era composto da quarantotto edifici, principalmente baracche modulari in legno, ma anche da caserme in muratura. Due strutture, poste nel lato sud del campo, erano adibite a cucine, una baracca ad ambulatorio medico, una a bottega, e per gli ufficiali internati, alloggiati in un secondo campo (Oflag II-E), esistevano un teatro ed una mensa. Le latrine di cui dispone il campo di concentramento erano quattro, disposte rispettivamente due al culmine del lato est, e due al culmine del lato ovest. Le latrine erano costruite in muratura (i mattoni furono a loro volta intonacati di bianco) e disposte su due livelli; quello inferiore era adibito a recipiente dei liquami, mentre quello superiore presentava i sedili dei gabinetti.

## Condizioni di vita nel campo
Nello Stalag II-A di Neubrandenburg i militi della Wehrmacht applicavano l'odio razziale costringendo i prigionieri senegalesi e marocchini, deportati al campo con i soldati francesi, a svuotare il recipiente delle latrine. Addirittura, all'arrivo di prigionieri coloniali francesi allo Stalag II-A, molti cittadini si recarono in visita al campo come se questo fosse stato uno zoo.
Nel corso degli anni giunsero nel lager i prigionieri di guerra catturati sui vari fronti del conflitto e, dal settembre del 1943, quando ormai lo Stalag ospitava prigionieri di guerra di almeno sette nazionalità diverse iniziarono ad arrivare a Neubrandenburg i primi trasporti di militari italiani rastrellati in seguito all’armistizio dell’8 settembre 1943. Secondo il censimento ufficiale dei prigionieri del 1º ottobre 1943, nel campo di concentramento furono internati 5.490 italiani; un anno più tardi, nel censimento del 1º dicembre 1944, ne figurano tra i 527 e i 528.
Dal campo principale, gli internati vengono indirizzati a comandi di lavoro specifici: ne esisteva uno a Waren (comando 29/I) e uno a Karow. Lo Stalag II-A fu liberato il 28 aprile 1945 da un'armata corazzata di un reparto bielorusso dell'Armata Rossa; i prigionieri festeggiarono esultando e sfilando per il campo con le proprie bandiere. Nell'estate e nell'autunno del 1945 il campo e le vicine abitazioni furono adibite ad alloggio per i reduci dalla prigionia e sfollati.

## Trattamento dei prigionieri
Al loro arrivo i prigionieri venivano scaricati dalle tradotte ferroviarie nella stazione ferroviaria di Neubrandenburg; qui i soldati venivano raggruppati in colonne e costretti a marciare per quattro chilometri verso il lager. I detenuti dovettero marciare per il centro della cittadina medievale in direzione del campo di concentramento: secondo le testimonianze di alcuni uomini tedeschi nel dopoguerra, giovani durante il periodo di attività del campo dì concentramento, i ragazzi tedeschi erano affascinati nel vedere marciare i soldati prigionieri per la strada; talvolta, i bottoni, i lacci o i berretti lasciatiti dai militari venivano raccolti dagli stessi ragazzini.
Durante la marcia i prigionieri erano strettamente sorvegliati, chi perdeva il passo veniva percosso dai carcerieri con il calcio del fucile. Attraverso la "Bergstrasse", ossia la strada di montagna, i prigionieri giungevano a Neubrandenburg-Funfeichen, dove era ubicato il campo di concentramento. Entrati nel campo, ogni prigioniero veniva registrato, i dati personali venivano riportati su due tessere insieme a una fotografia e all'impronta digitale. Successivamente i detenuti passavano nel centro di disinfestazione, dove dopo essere stati spogliati a gruppi di 40 o 50, venivano docciati, disinfestati e rasati. Inoltre, ogni detenuto riceveva una piastrina con il proprio numero di matricola e la divisa del campo marchiata con una croce rossa sul retro della casacca. Tuttavia, molti soldati, furono costretti a mantenere la loro divisa militare, spesso quella estiva; questo rendeva i prigionieri più vulnerabili in inverno e portava la maggior parte di questi alla morte per assideramento o malattia.
La giornata nello Stalag II-A aveva inizio alle 6:00 del mattino, gli internati venivano svegliati dall'ufficiale che si occupava di sorvegliare la baracca e dare l'ordine d'appello a chi vi si trovasse all'interno. Alle 7:00 i prigionieri erano sottoposti alla lunga ed estenuante adunata e conta sotto qualsiasi tipo di intemperia. Dopo l'appello, i comandi dei prigionieri venivano condotti da un capo sul posto di lavoro. I detenuti erano divisi in più comandi di lavoro, principalmente all’esterno del lager, dalle polveriere alla campagna. Pietro Lissoni, nato a Cavenago di Brianza il 27 agosto 1913, deportato nello Stalag II-A e costretto al lavoro forzato in una fattoria a Karow, ricordava di come lui e i suoi compagni, a volte, riuscissero a rovistare nei bidoni della spazzatura del fattore per cercare qualcosa da mangiare. Al ritorno in baracca dopo il lavoro forzato i prigionieri ricevevano una zuppa composta da acqua sporca con bucce di patata.
(Le parole dell’I.M.I Pietro Lissoni sul pasto dei prigionieri del lager di Neubrandenburg.)
Alle ore 19:30 i detenuti del campo venivano costretti all'appello serale e alle ore 20:00 la baracca veniva chiusa ed i prigionieri sprangati al suo interno, era presente un solo secchio per i bisogni corporali dei prigionieri. Le baracche potevano ospitare fino a 250 prigionieri che vivevano in camerate di legno con letti a castello a tre piani. Al centro della camerata si trovavano dei lavabi, una piccola "cucina" e una latrina comune notturna composta dal bugliolo di legno o latta. Durante il giorno, invece, i prigionieri erano costretti ad usufruire delle latrine esterne. Nel campo di concentramento i prigionieri delle diverse nazionalità erano divisi dalle altre da un reticolato di filo spinato. Gli internati italiani e russi erano confinati nella zona sud, dove il trattamento era peggiore, mentre le altre nazionalità si trovavano nella zona nord, ed erano sottoposti a un trattamento meno rigido; francesi e americani ricevevano periodicamente i pacchi dalla Croce Rossa e nonostante fosse proibito riuscirono a barattare fra loro orologi e catenine d'oro in cambio di pane. Il campo italiano confinava con quello russo, tutti i giorni gli internati italiani vedevano trasportare fuori dalle baracche i cadaveri scheletrici che venivano accatastati su un carretto e trasportati da un soldato tedesco al cimitero dei prigionieri di guerra. Nello Stalag II-A in media morivano giornalmente almeno 50 prigionieri di guerra sovietici  per grave denutrizione e tifo. Italiani e russi, benché con grande difficoltà, riuscirono a comunicare e a scambiarsi dei generi alimentari, come pacchetti di burro.